# Lista polskich producentów gier komputerowych
Lista polskich producentów gier komputerowych zawiera polskich producentów gier komputerowych w porządku alfabetycznym. Lista obejmuje zarówno tych, którzy są nadal aktywni na rynku, jak i tych którzy przerwali działalność w tym sektorze gospodarki.

## Lista producentów
| Nazwa                     | Data założenia                               | Data zamknięcia                                 | Aktywny | Gry | Historia/Uwagi | (Archiwalna) Strona internetowa |
| ------------------------- | -------------------------------------------- | ----------------------------------------------- | ------- | --- | --- | --- |
| 11 bit studios            | 2009                                         |                                                 | T       | - seria Anomaly - This War of Mine - Frostpunk | założona przez byłych pracowników Metropolis Software | 11 bit studios |
| Aidem Media               | 1997                                         |                                                 | T       | - seria Koziołek Matołek - seria Reksio - seria Bolek i Lolek | W maju 2018 r. Aidem Media przejęło brytyjskie Boombit Games, w związku z tym podjęło decyzję o przemianowaniu firmy. Obecnie funkcjonuje pod nazwą dotychczasowego partnera biznesowego. | Archiwalna strona Aidem Media (z października 2019) BoomBit Games |
| Alien Artefact            | 2000                                         | 2003                                            | N       | - Another War - Jak rozpętałem drugą wojnę światową, czyli nieznane przygody Franka Dolasa | Członkowie 9-osobowej grupy (skład: Adam Bajorek, Bartłomiej Gabryś, Łukasz Górny-Zając, Maciej Walaszek, Michał Sadowski, Paweł Smyła, Michał Nowak, Dorota Kalinowska, Paweł Siomek) wywodzili się z Metropolis Software (Reflux, Gorky 17, nigdy niewydane Two Worlds). Wspólnie z Mirage Interactive stworzyli dwie gry z gatunku cRPG. W trakcie prac nad drugą, grupa rozpadła się. | |
| Anshar Studios            | 2012                                         |                                                 | T       | - Gamedec - Detached - Telefrag VR | | Anshar Studios |
| Artbarian Games           | 2018                                         |                                                 | T       | - Dark Roll - Dark Roll: Free Kick Challenge - J-Jump Arena | Artbarian Games to tak na prawdę samotny twórca gier działający w pojedynkę – Paweł Zając | Artbarian Games |
| Artifex Mundi             | 2006                                         |                                                 | T       | | | Artifex Mundi |
| ASF                       | 1991                                         | 1993                                            | N       | - seria Miecze Valdgira | znana także jako ASF s.c. | |
| Atomic Jelly              | maj 2016                                     |                                                 | T       | - Space Mechanic Simulator - Train Mechanic Simulator 2017 - Project Remedium - 303 Squadron: Battle of Britain                                                                                                 | Siedziba w Poznaniu. | Atomic Jelly |
| Bloober Team              | 2008                                         |                                                 | T       | - The Medium - Layers of Fear - Blair Witch | – | Bloober Team |
| breakpoint                | 2000                                         | 2010                                            | N       | - trylogia Sudoku | Firma powstała latem 2000 r. w Warszawie jako breakpoint Mobile Solutions. W maju 2007 r. stała się własnością MNI Premium S.A. Ostatnia aktualizacja strony miała miejsce w 2010 r. W 2014 r. MNI wniosła do Sądu Rejonowego m.st.Warszawy wniosek o ogłoszenie upadłości z możliwością zawarcia układu. | Pierwsza strona breakpoint Mobile Solutions (z 2002) Archiwalna strona Breakpoint. breakpoint.pl. [zarchiwizowane z tego adresu (2016-10-08)]. (z października 2016)                                    |
| California Dreams         | 1987                                         | 1991                                            | N       | - Blockout - Solidarność | – | |
| Can’t Stop Games          | 2007                                         | 2013                                            | N       | - Tanadu - Pirates Saga - Happy Tale | Studio upadło we wrześniu 2013 r. Za powód podano przemijającą modę na gry społecznościowe. | Archiwalna strona Can’t Stop Games (z października 2013) |
| Carbon Studio             | 2015                                         |                                                 | T       | - Alice VR - Dreamo - The Wizards – Enhanced Edition - The Wizards – Dark Times - Warhammer Age of Sigmar: Tempestfall                                                                                          | Firma od początku swojej działalności zajmuje się produkcją gier wykorzystujących technologie VR. | Carbon Studio |
| CD Projekt Red            | 2002                                         |                                                 | T       | - seria Wiedźmin - Cyberpunk 2077 | powstała w ramach grupy CD Projekt | CD Projekt RED |
| Cherrypick Games          | 2014                                         |                                                 | T       | - My Beauty Spa – Stars & Stories | – | Cherrypick Games |
| CI Games                  | 2002                                         |                                                 | T       | - seria Terrorist Takedown - seria Sniper | powstała jako City Interactive | CI Games |
| Codeminion                | 2004                                         | 2020                                            | N       | - Magic Match | – | Codeminion |
| Computer Adventure Studio | 1989                                         | 1991                                            | N       | - Smok Wawelski - Mózgoprocesor | Zespół miał siedzibę w Bochni, współwłaścicielem był Piotr Kucharski. Została zarejestrowana i funkcjonowała od stycznia 1989 r. Pierwsza produkcja – Smok Wawelski (napisany z Krzysztofem Piwowarczykiem w ciągu 6 tygodni prac) został wydany przez Redakcję Programów Komputerowych i sprzedany w liczbie 2,5 tys. egzemplarzy, uzyskując 3% od zysku. Upadek firmy stał się jednym z powodów stworzenia firmy CAS. Kolejnym projektem był Mózgoprocesor – gra zasłynęła z wysokiego poziomu trudności. Próbowało nawiązać kontakty z zachodnimi wydawcami, lecz fakt, braku regulacji zapewniających ochronę oprogramowania, zniechęcała do współpracy. Właściciel firmy, zaznaczył iż pomimo takiego stanu rzeczy, zdołali nawiązać kilka kontaktów i wiązali nadzieję z wydaniem Mózgoprocesora w języku angielskim. Dodatkowo pracowali nad własnym językiem programistycznym ADV-Compiler i w planach było rozpoczęcie działalności wydawniczej. TS2                | |
| Covenant.dev              | 2020                                         |                                                 | T       | - GORD | | Covenant.dev |
| CreativeForge Games       | 2011                                         |                                                 | T       | - Ancient Space - Hard West - seria Phantom Doctrine | | CreativeForge Games |
| Creepy Jar                | 2016                                         |                                                 | T       | - Green Hell | | Creepy Jar |
| Critical Hit Games        | połowa 2020                                  |                                                 | T       | - Nobody Wants to Die | Studio posiada swoją siedzibę we Wrocławiu. Debiutanckim projektem jest Nobody Wants to Die. | Critical Hit Games |
| Dark Point Games          | 2019                                         |                                                 | T       | - Achilles: Legends Untold (2022) | | Dark Point Games |
| Dark Stork Games          | 2013                                         | 2015                                            | N       | - niezatytułowana gra na silniku Unreal Engine 4 | Na czele założonego 13 marca 2013 r. Dark Stork Studios sp. z o.o stanął (w chwili powstania DSS, 17-letni) Mikołaj Świtalski, syn jednego z najbogatszych Polaków – Mariusza Świtalskiego. Siedziba firmy ulokowana była w Poznaniu, zaś rozgłos firmie przyniosło ogłoszenie współpracy (w październiku br.) z kompozytorem Janem A.P. Kaczmarkiem (twórca ścieżki dźwiękowej do Marzyciela) oraz (w grudniu br.) pisarzem fantasy Marcinem Mortką przy tworzeniu niezatytułowanego debiutanckiego projektu na silniku Unreal Engine 4. Pracowało nad nim ok. 50 osób, zaś pochłonął ok. 50 mln złotych. Ostatecznie, pomimo bardzo zaawansowanych prac nad grą, na skutek problemów finansowych ojca prezesa (majątek uszczuplił się o ok. 0,5 mld zł w stosunku do deklarowanych 1,3 miliarda złotych w 2012) – ten przejął kierownictwo nad firmą i zgłosił w 2015 r. wniosek o ogłoszenie upadłości. Adres firmy: Szyperska Office Center; Szyperska 14; 61-487 Poznań | Archiwalna strona Dark Stork Studios (ze stycznia 2016) |
| Destan Entertainment      | 2003                                         |                                                 | T       | - seria Battle Rage - Burn | aktualnie jest częścią Teyon | Archiwalna strona Destan Entertainment (z lutego 2008) |
| Destructive Creations     | 2015                                         |                                                 | T       | - Hatred - Ancestors Legacy - War Mongrels | – | Destructive Creations |
| Detalion                  | 2002                                         | 2014/5                                          | N       | - Sentinel. Strażnik grobowca | od 2007 roku firma jest częścią studia CI Games; pod nazwą Detalion Art działała do ok. 2014/5 r. Obecnie zreaktywowana firma funkcjonuje jako spółka zależna PlayWay. | Detalion Games Archiwalna strona Detalion Art. detalionart.com. [zarchiwizowane z tego adresu (2014-05-17)]. (z maja 2014)                                                                              |
| DRAGO entertainment       | 1998                                         |                                                 | T       | | | DRAGO entertainment |
| E4games                   | 2000/2                                       |                                                 | T       | | Studio tworzy promocyjne, marketingowe i edukacyjne gry 2D na platformy mobilne, desktopowe, web oraz na Nintendo Switch. | E4Games |
| e-People                  | listopad/grudzień 1996                       | 1999                                            | N       | - Pył | Studio, a poprawniej, zespół złożony z 4 osób, miał swoją siedzibę w Bytomiu, na Śląsku, w byłej hucie. Pomysł na grę narodził się w grudniu 1996 r, po półrocznych negocjacjach z firma Nexus (później Optimus-Nexus) i Optimus S.A (ten drugi w roli wydawcy), w marcu 1997 r. rozpoczęto prace nad silnikiem gry. Dalsze prace związane z oprawą dźwiękową przeniesione zostały do Gdańska. Finalnie, Optimus-Nexus nie zezwolił twórcom na umieszczenie własnego loga w grze. Gra nie odniosła sukcesu, zaś twórcy zniechęceni rozwiązali zespół. | Wywiad z zespołem e-People przeprowadzony przez magazyn Gry Komputerowe. Blog poświęcony grze Pył prowadzony przez Jarosława Świerczka                                                                  |
| Exit Plan Games           | 2019                                         |                                                 | T       | - Bang-on Balls: Chronicles | Siedziba w Warszawie. | Exit Plan Games |
| EXOR Studios              | 2003 (jako grupa moderska) 2007 (oficjalnie) |                                                 | T       | - D.I.P.R.I.P. - Zombie Driver - X-Morph: Defense - The Riftbreaker | Siedziba w Szczecinie. | EXOR Studios |
| FIXER Group               | 2023 (oficjalnie)                            |                                                 | T       | - Martial Law | Początkowo tworzyła jako grupa niezależnych twórców, oficjalna rejestracja firmy nastąpiła w 2023. | FIXER Group |
| Flying Wild Hog           | 2009                                         |                                                 | T       | - Hard Reset - Shadow Warrior | – | Flying Wild Hog |
| Fool’s Theory             | 2018                                         |                                                 | T       | - Seven: Drowned Past - Divinity Original Sin II (wsparcie Larian Studios) - Baldur’s Gate III (wsparcie Larian Studios) - Outriders (wsparcie People Can Fly) - GORD (wsparcie Covenant.dev) - Project Vitriol | | Fool’s Theory |
| Forever Entertainment     | 2010                                         |                                                 | T       | | | Forever Entertainment |
| Frontline Studios         | 2002                                         | 2011/12                                         | N       | - The Banished - Duke Nukem: Critical Mass | | Archiwalna strona Frontline Studios (z kwietnia 2012) |
| GameDesire                | 2004 (1997)                                  |                                                 | T       | - Pool Live Pro - Poker Texas Hold’em, - Golden Reels Casino Slots | wcześniej znana jako Ganymede sp. z o.o., a poza granicami Polski jako Ganymede Technologies | GameDesire |
| Huuuge Games              | 2002                                         |                                                 | T       | - Casino - Solitaire - Poker - Black Jack | powstała jako Gamelion Studios | Huuuge Games |
| Hyperstrange              | 2015                                         |                                                 | T       | - ELDERBORN - Blood West - POSTAL: Brain Damaged - LOUD: My Road to Fame | działa w podwójnej roli jako producent i wydawca gier | Hyperstrange |
| IMGN.PRO                  | 2010                                         |                                                 | T       | - Kholat - Husk - Seven: The Days Long Gone | | IMGN.PRO |
| In Images                 | 2000                                         |                                                 | T       | - Detektyw Rutkowski – Is back! - Car Mechanic Simulator 2014 | – | In Images |
| Infinite Dreams           | 2002                                         |                                                 | T       | - seria Jelly - Micromachines - Sky Force | – | Infinite Dreams |
| Jujubee                   | 2012                                         |                                                 | T       | - seria Flashout - Realpolitiks - Kursk | – | Jujubee |
| Layopi Games              | 2015                                         | 2020                                            | N       | - Devil’s Hunt | | |
| Leryx Longsoft            | 1996                                         | 2003/8                                          | N       | - Clash - Lew Leon | znana także jako Longsoft Multimedia | Archiwalna strona Leryx Longsoft (z września 2002) Archiwalna anglojęzyczna strona Longsoft Multimedia. longsoft.com.pl. [zarchiwizowane z tego adresu (2005-04-05)]. (z kwietnia 2005)                 |
| LK Avalon                 | 1989                                         | 2001 (wygaszenie działalności wydawniczej gier) | [ b ]   | - Robbo - A.D. 2044 | znana także jako Laboratorium Komputerowe Avalon | LK Avalon |
| Madmind Studio            | 2016                                         |                                                 | T       | - Agony - Succubus - Paranoid - Tormentor | | Madmind Studio |
| Metropolis Software       | 1992                                         | 2009                                            | N       | - seria Gorky - Infernal | – | Archiwalna strona Metropolis Software (z lutego 2008). |
| Mirage Interactive        | 1992                                         | 2006                                            | N       | - Mortyr 2: For Ever - Franko: The Crazy Revenge | – | Archiwalna strona Mirage Interactive (z czerwca 2006) |
| Moonday Games             | 2020                                         |                                                 | T       | - One Night Casino | założona przez Szymona „Isamu” Kasprzyka w 2020 roku - ino | |
| Movie Games               | 2016                                         |                                                 | T       | | | Movie Games |
| Movie Games Lunarium      | 2016/7                                       |                                                 | T       | - Lust for Darkness - Lust from Beyond | Oddział Movie Games z siedzibą w Katowicach, założycielem Michał Ciastoń. Od 2021 r. działa jako Lunarium Creations sp. z o.o. | |
| Nibris                    | 2006/8                                       | 2010                                            | N       | - Double Bloob | Firma (zarejestrowana jako spółka z ograniczoną odpowiedzialnością) miała swoją siedzibę w Krakowie. Pracowała nad projektem Sadness (przerodził się potem w Layers of Fear stworzony już przez nowy zespół – Bloober Team). Firma ukończyła prace tylko nad jedną grą W grudniu 2010 r. strona studia przestała być aktywna. Była oficjalnym producentem gier na ówczesne konsole Nintendo – Nintendo DS oraz Wii. | Archiwalna strona Nibris (z października 2010) |
| Nicolas Games             | 2004                                         | 201x                                            | N       | - seria Włatcy Móch | – | Nieoficjalna strona poświęcona działalności producenckiej i wydawniczej Nicholas Games Archiwalna strona Nicolas Games. nicolasgames.pl. [zarchiwizowane z tego adresu (2015-04-26)]. (z kwietnia 2015) |
| One More Level            | 2014                                         |                                                 | T       | - Ghostrunner - God’s Trigger - Warlocks vs Shadows - Race To Mars - Deadlings - Sekrety Zbrodni: Szkarłatna Lilia                                                                                              | | One More Level |
| People Can Fly            | 2002                                         |                                                 | T       | - Painkiller - Bulletstorm | – | People Can Fly |
| Plata Games               | 2011                                         |                                                 | T       | - Pirate Explorer - Suburban Mysteries | założona przez byłych pracowników Leryx Longsoft | Plata Games |
| Play Publishing           | 1994                                         | 2011/8                                          | N       | - seria Maluch Racer | – | Archiwalna strona Play Publishing (z lutego 2018). Miesiąc później, tj. w marcu 2018 r. domena uległa wygaśnięciu                                                                                       |
| PlayWay                   | 2011                                         |                                                 | T       | - seria Car Mechanic Simulator - House Flipper | – | PlayWay |
| Prime Bit Games SA        | 2017                                         |                                                 | T       | - Magic Nations - Caveman Chuck - Dark Tower - Inside Grass - Clash II (we współpracy ze Fintech S.A) - Clash (reedycja) - Return of Heir: Digital Edition - Go!Birdie                                          | | Prime Bit Games |
| Rage Quit Games           | 2013                                         |                                                 | T       | - The Wolf: Online RPG Simulator - Evil Lands: Online Action RPG - Tomorrow | | Rage Quit Games |
| Reality Pump Studios      | 1995                                         |                                                 | T       | - seria Two Worlds - seria Earth | od maja 2015 roku Reality Pump jest oddziałem Topware Interactive AG | Reality Pump Studios |
| Rebelmind                 | 1999 (1994)                                  | 2007                                            | N       | - Mega Blast (1995) - Dark Moon (1996) - Wyspa 7 Skarbów (1997) - Tymoteusz (2000) - Grom (2002) - Wielka Wyprawa (2003) - Space Hack (2004) - Frater (2006) - Garść Złota (anulowane)                          | Studio zostało założone w 1999 r. (choć w wywiadzie z twórcami przeprowadzonym przez redakcję GryOnline.pl pada data 1994 r. – potwierdza ją również archiwalna strona studia z lat 2002–2004) przez Krzysztofa i Marcina Krawczyków, oraz Dariusza Rusina. W 2007 r. aktywność grupy (w tym na stronie internetowej) uległa wygaśnięciu. Zespół liczył w ostatnich latach istnienia ok. 10 osób; zaś w szczytowym okresie – ok. 17. | Archiwalna strona Rebelmind Games (z sierpnia 2014) |
| Red Dot Games             | 2008                                         |                                                 | T       | - seria Car Mechanic Simulator | | Red Dot Games |
| Render Cube               | 2012                                         |                                                 | T       | - Medieval Dynasty | Siedziba w Łodzi | Render Cube |
| ReSync                    | 2000/1                                       | 2002                                            | N       | - Modi i Nanna: Sprytne Smyki | Zespół liczył 8-9 osób i miał swoją siedzibę w Rzeszowie. Członkowie pracowali wcześniej dla LK Avalon, TopWare Poland/TopWare Programy, X-Ray Interactive, biorąc udział przy produkcji Jacka Orlando, Earth 2140., Kangurka Kao. Za cel postawili sobie stworzenie gry dla dzieci, która będzie atrakcyjna również dla starszej grupy odbiorców, charakteryzować się brakiem przemocy, Prace zaczęto w grudniu 2001 r. Zespół był przygotowany do ewentualnego portu gry na platformę Xbox, o ile zainteresowanie grą będzie duże. | ReSync |
| Seven Stars Multimedia    | ok. 1993                                     | ok.2000                                         | N       | - Kajko i Kokosz - Wacki: Kosmiczna rozgrywka | | |
| SuperHot Team             | 2013                                         |                                                 | T       | - SuperHot - SuperHot VR - SuperHot Mind Control Delete | | SuperHot Team |
| Star Drifters             | 2014                                         |                                                 | T       | - Driftland: The Magic Revival - Danger Scavenger - Lumencraft | | Star Drifters |
| Stribog Games             | 2018                                         |                                                 | T       | - Animatch - Gemstone Legends | Stribog Games Sp. z o.o. (wcześniej OneMoreGame.Studio) powstała w 2018 roku i należy do grupy GameDesire Group. Specjalizuje się w tworzeniu gier mobilnych typu midcore. Jej flagowym produktem jest Gemstone Legends. | Stribog Games |
| T-Bull                    | 2010                                         |                                                 | T       | - Tank Battle Heroes - Top Speed | – | T-Bull |
| Tannhauser Gate           | 1998                                         | 2005                                            | N       | - Mimesis Online - The Roots: Gates of Chaos | Stworzyło jedną z pierwszych polskich gier MMORPG oraz, prawdopodobnie, jedyną grę na konsolofon Nokii – N-Gage wydaną nakładem Cenegi. W 2005 r. studio zostało zamknięte pomimo ambitnych planów przeniesienia gry The Roots na komputery osobiste. | Archiwalna strona Tannhauser Gate |
| Tatanka                   | 1994 2000                                    | 2007                                            | N       | - Asy Przestworzy | Powstała w 1994 r. przez Krzysztofa Jakubowskiego i Michała Sokolskiego jako nieformalny zespół, zarejestrowana jako spółka cywilna w 2000 r. W 2007 r. studio zakończyło działalność | Tatanka |
| Tate Interactive          | 2000                                         |                                                 | T       | - seria Kangurek Kao - Urban Trial Freestyle | Pierwotnie studio powstało pod nazwą X-Ray Interactive z siedzibą w Nowej Sarzynie, skupiało się na hurtowej sprzedaży oprogramowania. Dostrzegając potencjał w branży rozrywkowej, nawiązało współpracę z kilkoma zespołami developerskimi ulokowanymi w Rzeszowie (Blood in the Metal) oraz Nowym Sączu (Denis). Dzięki nawiązaniu kontaktów handlowych z Titus Interactive (korzystniejszą ofertą wygrał z Infogrames), zespół tworzący Denisa przeniósł się do Krakowa. Tam, projekt przemianowany w trakcie prac, na Kangurka Kao, osiągnął sukces komercyjny. Firma X-Ray Interactive została postawiona w stan upadłości w 2007 Natomiast, zespół odpowiedzialny za Kangurka Kao przyjął nazwę Tate Interactive, później Tate Muttimedia. | Archiwalna strona X-Ray Interactive Tate Multimedia |
| Techland                  | 1991                                         |                                                 | T       | - seria Dying Light - seria Chrome - seria Call of Juarez | – | Techland |
| Tech Studio               | 2020                                         |                                                 | T       | - Bot Fight - The Fallen World ; Beginning | – | |
| Ten Square Games          | 2011                                         |                                                 | T       | - Fishing Clash - Let’s Fish - Wild Hunt | – | Ten Square Games |
| Teyon                     | 2006                                         |                                                 | T       | - Terminator: Resistance - Rambo: The Video Game - seria Heavy Fire | – | Teyon |
| The Astronauts            | 2012                                         |                                                 | T       | - Zaginięcie Ethana Cartera - Witchfire | – | The Astronauts |
| The Dust                  | 2014                                         |                                                 | T       | - Cyber Strike - Frankenstein: Beyond the Time | – | The Dust |
| The Farm 51               | 2005                                         |                                                 | T       | - seria NecroVision | założona przez byłych pracowników People Can Fly | The Farm 51 |
| Ultimate Games S.A.       | 2015                                         |                                                 | T       | - Ultimate Fishing Simulator | – | Ultimate Games S.A. |
| Very Nice Studio          | 2008                                         |                                                 | T       | - seria Klik - Word Hex - Paintball Pro | także producent gier planszowych | Very Nice Studio |
| Vile Monarch              | maj 2015                                     |                                                 | T       | - Growing Up - Oh...Sir! The Insult Simulator - Weedcraft, Inc. - Oh...Sir! The Hollywood Roast - Crush Your Enemies - Kosmokrats (port na Nintendo Switch)                                                     | | Vile Monarch |
| Vivid Games               | 2006                                         |                                                 | T       | - seria Real Boxing - Godfire: Rise of Prometheus | – | Vivid Games |
| Wastelands Interactive    | 2005                                         |                                                 | T       | - seria World War 2 - Fall Weiss | – | Wastelands Interactive |